# Zawalnoje
Zawalnoje (ros. Завальное) – wieś (sieło) w Rosji, w obwodzie lipieckim, w rejonie usmańskim. W 2010 liczyła 1689 mieszkańców.